# Metamfetamină
Metamfetamina (denumire prescurtată de la N-metilamfetamină) este un drog psiho-stimulent care cauzează stări de euforie și excitație. Metamfetamina afectează mecanismele responsabile pentru reglarea bătăilor inimii, temperatura corpului, presiunea sângelui, pofta de mâncare, simțurile. Altfel spus, metamfetamina se strecoară la nivelul neuronilor și sporește cantitatea de dopamină eliberată în mod natural de creier. De aici starea de euforie și excitație, dar și dependenta acută, care poate apărea după primul consum. Acest drog mai este cunoscut sub diverse denumiri argotice, precum: Meth, Crank,Crystal, Glass, Tweak, Poor Man's Cocaine, Yaba sau Snot. Efectul metamfetaminei este de 3,5 ori mai puternic decât cel al cocainei și de 6 ori mai intens decât sistemul natural de funcționare a organismului. Poate acționa pana la 12 ore sau mai mult, în funcție de cantitate și modul de administrare. Se poate injecta, inghiți, fuma sau inhala. Metoda de administrare intravenoasă este folosită cu precădere de cei care consumă frecvent și au nevoie de doze mari.
Senzația de euforie se manifestă în primele secunde de la consum, iar în cazul în care drogul este fumat, efectul persistă până la 24 de ore. Fiind un puternic stimulent al SNC, chiar și în doze mici, poate spori concentrarea și energia fizică, dar scade pofta de mâncare și în timp provoacă leziuni cerebrale.

## Istoric
A fost prima dată sintetizată din efedrină în 1893 de către chimistul japonez Nagai Nagayoshi. În 1919, chimistul japonez Akira Ogata a fost primul care a sintetizat metamfetamina cristalină.

## Efecte

### Efecte imediate
- Euforie
- Creșterea energiei
- Amețeală
- Pierderea poftei de mâncare, insomnie, tremur
- Agitație, fascinație compulsivă
- Vorbire rapidă dar bâlbâită, iritabilitate, panică
- Creșterea libidoului
- Dilatarea pupilelor
- Agresiune

### Efecte cronice
- Dependența
- Iritare nazala, scurgeri de sange.
- Pierdere în greutate
- Cădere rapidă a dinților
- Psihoză amfetaminică, mai cu seamă, deprivarea de somn
- Depresie și anxietate gravă

### Efecte de supradozaj
- Atac cerebral
- Furnicături
- Paranoia, depresie, halucinații
- insuficiență cardiacă, insuficienta renală

## Farmacie
Metamfetamina este un puternic stimulent pentru sistemul nervos central, care afectează neurochimic mecanismele responsabile pentru reglarea bătăilor inimii, temperatura corpului, presiunea sângelui, pofta de mâncare, simțurile.
Metamfetamina era folosită în trecut drept medicament stimulent, dar a fost interzisă pentru efectele ei negative, precum dependența încă de la prima doză, pierderea rapidă în greutate, slăbirea gingiilor care duce la căderea dinților și insomnie. Totuși în unele farmacii se mai găsesc medicamente pe bază de metamfetamină, însă una foarte slabă, cu concentrații mai mici de 1%.

## Vezi și
- Amfetamină
- Catinonă
- Ecstasy